# Ptisana
Ptisana, rod papratnjača, iz porodice Marattiaceae. Sastoji se od 35 priznatih vrsta raširenih po tropskom Starom svijetu i Novoj Gvineji.

## Vrste
1. Ptisana africana Christenh.
2. Ptisana ambulans Murdock & C. W. Chen
3. Ptisana attenuata (Labill.) Murdock
4. Ptisana boivinii (Mett. ex Ettingsh.) Senterre & Rouhan
5. Ptisana boninensis (Nakai) Yonek.
6. Ptisana costulisora (Alston) Murdock
7. Ptisana decipiens Murdock & C. W. Chen
8. Ptisana fraxinea (Sm.) Murdock
9. Ptisana grandifolia (Copel.) Murdock
10. Ptisana howeana (W. R. B. Oliv.) Murdock
11. Ptisana koordersii (Alderw.) Christenh.
12. Ptisana laboudalloniana Senterre & I. Fabre
13. Ptisana melanesica (Kuhn) Murdock
14. Ptisana mertensiana (C. Presl) Murdock
15. Ptisana novoguineensis (Rosenst.) Murdock
16. Ptisana obesa (Christ) Murdock
17. Ptisana odontosora (Christ) Senterre & Rouhan
18. Ptisana oreades (Domin) Murdock
19. Ptisana paleolata (Alderw.) comb. ined.
20. Ptisana papuana (Alderw.) Murdock & C. W. Chen
21. Ptisana pellucida (C. Presl) Murdock
22. Ptisana platybasis (Copel.) Murdock
23. Ptisana purpurascens (de Vriese) Murdock
24. Ptisana rigida (Alderw.) Murdock
25. Ptisana robusta (Alston) Senterre & Rouhan
26. Ptisana rolandi-principis (Rosenst.) Christenh.
27. Ptisana salicifolia (Schrad.) Senterre & Rouhan
28. Ptisana salicina (Sm.) Murdock
29. Ptisana sambucina (Blume) Murdock
30. Ptisana senterreana Christenh.
31. Ptisana smithii (Mett. ex Kuhn) Murdock
32. Ptisana soluta (Compton) Murdock & Petrie
33. Ptisana squamosa (Christ) Murdock
34. Ptisana sylvatica (Blume) Murdock
35. Ptisana ternatea (de Vriese) Murdock